# Triade (Pythagoras)
De triade was de naam, die de Pythagoreeërs voor het getal drie hadden. Het Oudgrieks voor drie was τρεῖς, treis.
De Pythagoreeërs beschouwden drie als het volmaakste van alle getallen, omdat het het enige getal is dat gelijk is aan de som van de voorgaande getallen {\displaystyle 3=1+2} en opgeteld bij de voorgaande getallen bovendien gelijk is aan het product van deze getallen met zichzelf {\displaystyle 1+2+3=1\times 2\times 3}.